# Robert Lindet
Pour les articles homonymes, voir Lindet.
 (juin 2024).
Jean-Baptiste-Robert Lindet, dit Robert Lindet, né le 2 mai 1746 à Bernay (ancienne province de Normandie, actuel département de l'Eure), mort le 16 février 1825 dans l'ancien 11e arrondissement de Paris, est un homme politique de la Révolution française. Il est le frère cadet de Robert-Thomas Lindet, lui aussi homme politique de la Révolution. 
Entre 1791 et 1795, il est successivement élu député de l'Eure à l'Assemblée nationale législative et à la Convention nationale, où il vote la mort de Louis XVI et où il siège au Comité de Salut public. Il est élu député au Conseil des Cinq-Cents mais son élection est invalidée par la loi du 22 floréal an VI. Il est ministre des Finances entre 1798 et 1799. Il se retire de la vie politique après le coup d’État du 18 brumaire an VIII (9 novembre 1799). 

## Biographie

### Famille

#### Origines familiales
Jean-Baptiste-Robert Lindet est issu d'une famille bourgeoise. Son père, Robert Lindet, est un marchand et un négociant de bois qui épouse en 1741 Marie-Anne Jouvin. De leur union naissent quatre enfants dont Jean-Baptiste-Robert est le deuxième :
- Robert-Thomas Lindet (1743-1823), curé de la paroisse Saint-Croix de Bernay, il est élu représentant du clergé aux États généraux de 1789 puis député à la Convention comme son frère cadet.
- Marie Anne Thérèse Lindet (1751-1819), qui épouse, en 1772, Charles Depierre de Villeneuve, et qui entretient une importante correspondance avec ses frères durant les évènements de la Révolution.
- François Lindet (1752-1826), membre de la société populaire de Bernay.

#### Descendance
Jean-Baptiste-Robert Lindet épouse, le 18 floréal an VI (7 mai 1798) à Caen, Élisabeth Mesnil. De leur union naissent une fille :
- Élisabeth Lindet (1799-1869), qui épouse, le 22 août 1829, Alexandre Bodin[5], député de l'Ain à l'Assemblée nationale constituante et au Corps législatif durant la Deuxième République et le Second Empire.

### Carrière politique

#### Sous l'Ancien régime
En 1776, Jean-Baptiste-Robert Lindet obtient la charge de conseiller au procureur de l'élection de Bernay. En 1790, il est élu maire de Bernay.  

#### Mandat à la Législative
La France devient une monarchie constitutionnelle en application de la constitution du 3 septembre 1791. Le même mois, Jean-Baptiste-Robert Lindet, alors procureur-syndic du district de Bernay, est élu député du département de l'Eure, le premier sur onze, à l'Assemblée nationale législative.
Il siège sur les bancs de la gauche de l'Assemblée. En février 1792, il vote en faveur de la mise en accusation de Bertrand de Molleville, le ministre de la Marine. En avril, il vote pour que les soldats du régiment de Châteauvieux, qui s'étaient mutinés lors de l'affaire de Nancy, soient admis aux honneurs de la séance. En août, il vote en faveur de la mise en accusation du marquis de La Fayette. 

#### Mandat à la Convention
La monarchie prend fin à l'issue de la journée du 10 août 1792 : les bataillons de fédérés bretons et marseillais et les insurgés des faubourgs de Paris prennent le palais des Tuileries. Louis XVI est destitué et incarcéré ainsi que sa famille à la tour du Temple.
En septembre 1792, Jean-Baptiste-Robert Lindet est réélu député de l'Eure, le troisième sur onze, à la Convention nationale. Son frère aîné est également élu, le deuxième sur onze. 

Il siège sur les bancs de la Montagne. Le 10 décembre 1792, au nom de la Commission des Vingt-et-Un, il présente un « Rapport sur les crimes imputés à Louis Capet ». Lors du procès de Louis XVI, il vote la mort, et rejette l'appel au peuple et le sursis à l'exécution. Le 10 mars 1793, il propose un décret relatif à la création du tribunal révolutionnaire. Son projet est soutenu par la Montagne mais est combattu par la Gironde : Hugues Monmayou (député du Lot) affirme qu' « il n'y a que les contre-révolutionnaires qui peuvent craindre » le tribunal révolutionnaire ; Pierre Vergniaud (député de la Gironde) parle de « l'établissement d'une inquisition mille fois plus redoutable que celle de Venise » ; Louis-Marie de La Révellière-Lépeaux (député du Maine-et-Loire) réclame « l'appel nominal pour un pareil décret ». Le 13 avril, Lindet vote contre la mise en accusation de Jean-Paul Marat et motive longuement son opinion :
Non : Marat a servi son pays ; il a servi le genre humain ; il s'est déclaré l'ami du peuple et l'ennemi des tyrans ; il a méprisé et rejeté les faveurs de la fortune ; il a bravé les dangers, il a mis en péril sa liberté et sa vie, pour combattre le despotisme et proclamer les droits de l'homme. [...] Marat a eu le courage d'accuser et de dénoncer avec persévérance tous les traîtres, les généraux, les fonctionnaires publics, civils et militaires, les prêtres et les ex-privilégiés. [...] Si vous voulez remplir vos devoirs, poursuivez les traîtres ; faites punir les complices de Dumouriez [...].
Le 28 mai, il vote contre le rétablissement de la Commission des Douze. Le 18 juillet, il publie une « Exposition des motifs qui [l']ont déterminé [...] à voter pour l'arrestation » des députés de la Gironde à l'issue des journées du 31 mai et du 2 juin 1793. 

##### Le représentant en mission
Le 8 mars 1793, aux côtés de Jean-Baptiste Mailhe (député de Haute-Garonne), Lindet est envoyé auprès de la section du Panthéon. Le 3 juin, il est envoyé en mission à Lyon. 
Le 9 juillet, il est envoyé en mission aux côtés de Jean-Michel Duroy (député de l'Eure) dans le département de l'Eure. Le 18, leur mission est étendue, avec Pierre-Louis Bonnet de Mautry (député du Calvados) au département du Calvados. Le 19, tous les trois sont attachés à l'armée des côtes de Cherbourg. 

##### Membre du Comité de Salut public
Le 26 mars, Lindet est élu membre de la Commission de Salut public. Le 7 avril, il est admis à siéger au Comité de Salut public à la faveur de la démission de Jean Debry (député de l'Aisne). 
Le 12 juin, Jean-Baptiste Treilhard (député de Seine-et-Oise) et lui sont remplacés, au Comité de Salut public, par Thomas-Augustin de Gasparin (député des Bouches-du-Rhône) et Jean-Bon Saint-André (député du Lot). Le 22 juin, il y est réélu en remplacement de Jean-Baptiste-Charles Mathieu-Mirampal (député de l'Oise). Le 10 juillet, lors du renouvellement des pouvoirs du Comité, il en est réélu membre, le neuvième et dernier par 100 voix. 
L'historien Bernard Gainot, dans le Dictionnaire des membres du Comité de salut public, juge que Lindet, quoique Montagnard, forme, aux côtés de ses collègues Bertrand Barère (député des Hautes-Pyrénées) et Louis-Bernard Guyton-Morveau (député de la Côte-d'Or), un « tiers-parti », au sein du Comité, de « juristes préoccupés de la continuité de l’État ». 
Le 1er floréal an II (20 avril 1794), Lindet est élu président de la Convention nationale, et ses secrétaires sont Claude-Pierre Dornier (député de la Haute-Saône), Nicolas Hausmann (député de Seine-et-Oise) et Pierre Pocholle (député de Seine-Inférieure).
Lindet refuse de signer le mandat d'arrêt contre Georges Danton (député de Paris) et Camille Desmoulins (député de Paris). Il ne participe pas non plus à la chute de Robespierre. 

##### Sous la Convention thermidorienne
Après la chute de Robespierre, Lindet siège parmi les « derniers Montagnards ». La 4e sans-culottide de l'an II (le 20 septembre 1794), il prononce un long discours de politique général, dans lequel il prône la réconciliation et l'unité, et dans lequel propose, entre autres, l'assouplissement de l'octroi des certificats de civisme :  
Rappelez la sécurité ; éteignez les flambeaux de la haine et de la discorde ; faisons oublier à nos concitoyens les malheurs inséparables d’une grande révolution; disons-leur que le passé n’est plus à nous, qu’il appartient à la postérité; disons-leur qu’ils ont combattu, qu’ils ont souffert pour la liberté,l’égalité ; prouvons-leur enfin, et qu’ils sentent qu’ils sont libres, qu’ils sont égaux. 
Le 15 vendémiaire an III (le 6 octobre 1794), Lazare Carnot (député du Pas-de-Calais), Claude-Antoine Prieur-Duvernois (député de la Côte-d'Or) et lui sortent par ancienneté du Comité de Salut public, et sont remplacés par Guyton-Morveau, Pierre-Louis Prieur (député de la Marne) et Joseph-Étienne Richard (député de la Sarthe). Le 1er brumaire (22 octobre), il fait l'apologie des journées du 31 mai et du 2 juin :  
La journée du 31 mai fut grande, heureuse, utile et nécessaire.  
Le 2 germinal (22 mars 1795), il prononce un long discours dans lequel il prend la défense de ses anciens collègues du Comité de Salut public (Barère, Jacques-Nicolas Billaud-Varenne et Jean-Marie Collot d'Herbois) et se solidarise de leur inculpation. Au cours de son intervention, il est relayé par son frère aîné. Il déclare notamment :  
Puisque vous voulez juger le gouvernement, il faut le juger dans son intégrité ; j'en ai été membre depuis le commencement jusqu'au 15 vendémiaire, et quoiqu'on m'excepte de l'accusation que l'on porte sur les prévenus, j'appelle sur ma tête, la responsabilité que je partage avec eux, puisque j'ai partagé leurs opérations.  
Il est attaqué par les députés de la Gironde, en particulier par Antoine-François Hardy (député de la Seine-Inférieure) :  
C'est Lindet qui a institué la boucherie de Robespierre ; c'est lui qui a institué le tribunal révolutionnaire.  
Le 9 prairial (28 mai), Lindet est arrêté, incarcéré au collège des Quatre-Nations, ainsi que plusieurs derniers Montagnards : 
- Jean-Bon Saint-André
- Joseph-Nicolas Barbeau-Dubarran (député du Gers)
- André-Antoine Bernard (député de la Charente-Inférieure)
- Jacques-Louis David (député de Paris)
- Grégoire Jagot (député de l'Ain)
- Élie Lacoste (député de la Dordogne)
- Louis-Charles de Lavicomterie (député de Paris)
- Jean-Henri Voulland (député du Gard)

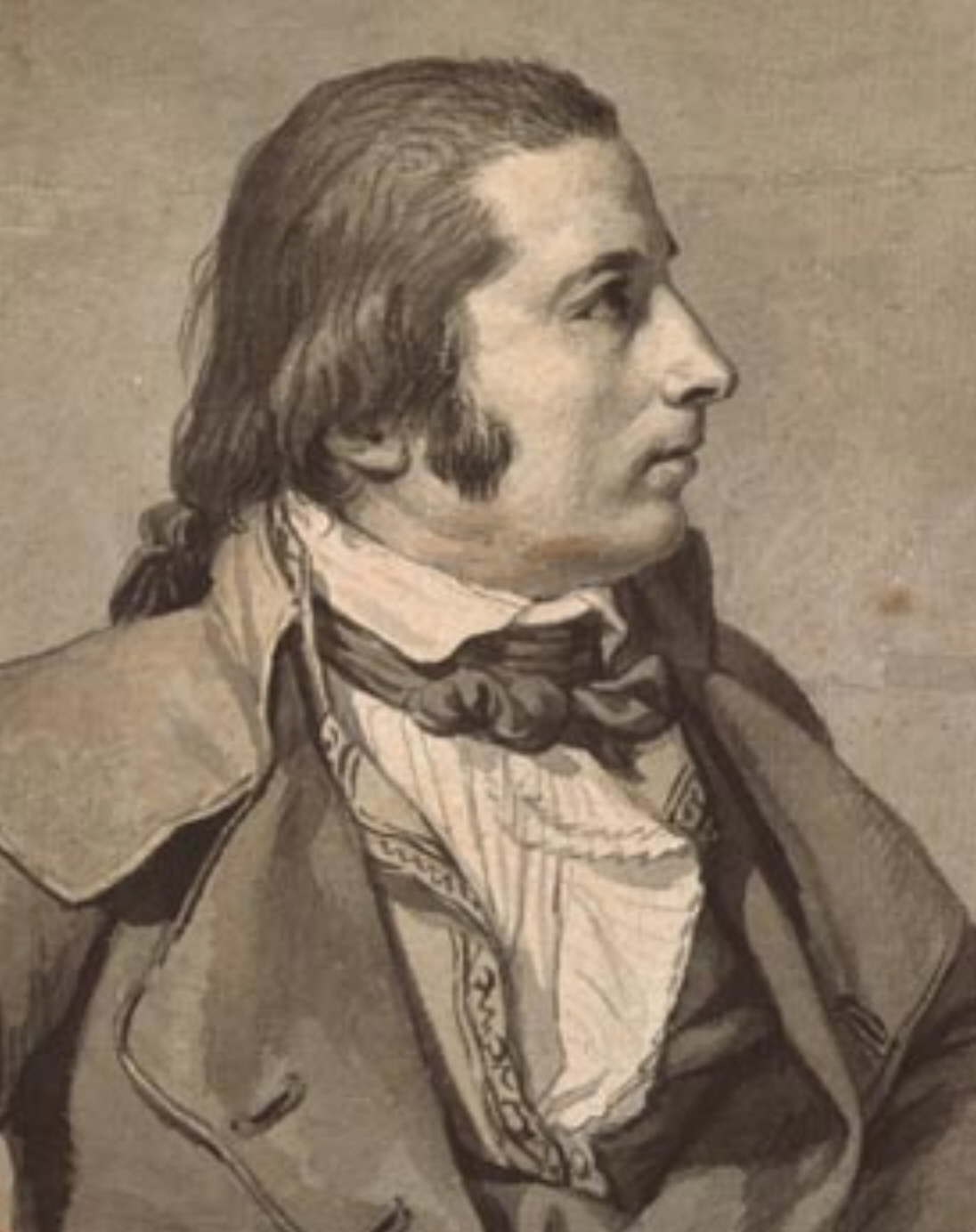
Portrait présumé de Jean-Baptiste Robert Lindet, par Jacques-Louis David, 1795, Musée des beaux-arts du Canada.

### Sous le Directoire
Robert Lindet bénéficie de l’amnistie votée lors de la clôture de la Convention. Il est élu, en vendémiaire an IV (octobre 1795), député du Nord au Conseil des Cinq-Cents mais son élection est invalidée, tandis que son frère aîné est admis à siéger au Conseil des Anciens. Il refuse les emplois qui lui sont proposés.
Entre 1795 et 1796, Lindet fréquente les cercles néo-jacobins. Inculpé dans la conjuration des Égaux, il se cache à Caen chez Pierre Mesnil, dont il épouse la fille. 
Lors des élections législatives de 1798, il est élu député aux Cinq-Cents par les départements de l'Eure et de la Seine, et son frère aîné est réélu député aux Anciens. Leur élection est cependant cassée par la loi du 22 floréal an VI (11 mai 1798).   
À la faveur du coup d’État du 30 prairial an VII (18 juin 1799), il devient ministre des Finances le 2 thermidor (le 20 juillet).  

### Du Consulat à la Restauration
Après le coup d'État du 18 brumaire an VIII (9 novembre 1799), au terme duquel Napoléon Bonaparte devient Premier consul, Jean-Baptiste-Robert Lindet quitte la vie politique, retourne à la vie politique et reprend son activité d'avocat. Durant les Cent-Jours, il ne signe pas l'Acte pas l'Acte additionnel et n'est donc pas visé par la loi du 12 janvier 1816. Il meurt en 1823 à Paris dans l'ancien 11e arrondissement.
Dans ses mémoires, l'ancien conventionnel Marc Antoine Baudot (député de Saône-et-Loire) porte un jugement positif à l'égard de Robert Lindet. Il estime que lui et ses collègues Barère, Carnot et Prieur « de la Côte-d'Or » étaient les seuls membres du Comité de Salut public « qui travaillaient dans un esprit public sans coterie ». 

## Écrits
- Correspondance politique de brumaire an IV à 1823, recueillie et annotée par François Pascal, Paris, éditions SPM, 2011.

## Hommages
Une rue de Bernay, surnommée « rue des révolutionnaires », porte son nom, ainsi que deux voies parisiennes situées dans le 15e arrondissement, la rue Robert-Lindet et la villa Robert-Lindet. 

## Robert Lindet dans les arts et la littérature
- 1964 : La Terreur et la Vertu : Danton - Robespierre de Stellio Lorenzi, rôle interprété par Maurice Bourbon.